# Mon (ort)
Mon är en ort i Indien.   Den ligger i distriktet Mon och delstaten Nagaland, i den östra delen av landet, 1 800 km öster om huvudstaden New Delhi. Mon ligger 1 000 meter över havet och antalet invånare är 18 742.
Terrängen runt Mon är huvudsakligen kuperad. Mon ligger uppe på en höjd. Runt Mon är det ganska tätbefolkat, med 222 invånare per kvadratkilometer. Det finns inga andra samhällen i närheten. I omgivningarna runt Mon växer i huvudsak städsegrön lövskog.